# Живородка
Живоро́дка (Viviparus) — рід прісноводних черевоногих молюсків (річкових равликів) родини живородкових (Viviparidae).

## Особливості будови та життєдіяльності
Головні особливості їх життєвого циклу та онтогенезу пов'язані з яйцеживородінням. Яйцеві капсули цих молюсків не відкладаються назовні (як у переважної більшості прісноводних черевоногих молюсків), а залишаються всередині статевих шляхів самки до вилуплення із них молоді, яка має цілком сформовану черепашку. У зв'язку з цим їх і називають живородками, хоча фактично вони є яйцеживородними, а не живородними.
Отвір черепашки закривається кришкою, що дає живородкам можливість переживати несприятливі умови.

## Розповсюдження
Поширені в Європі і Азії. Живородки зустрічаються в стоячих і проточних прісноводних водоймах.
В Україні трапляються 2 види — живородка озерна (Viviparus contectus), живородка річкова (Viviparus viviparus).